# Bengt Ilon
Bengt Erland Ilon (* 27. Januar 1923; † 3. Oktober 2008 in Stockholm, Schweden) war ein schwedischer Ingenieur und Erfinder, der unter anderem das Mecanum-Rad (auch Ilon-Rad genannt) während seiner Arbeit beim schwedischen Unternehmen Mecanum AB erfand und es im Jahre 1973 in mehreren Ländern zum Patent anmeldete.

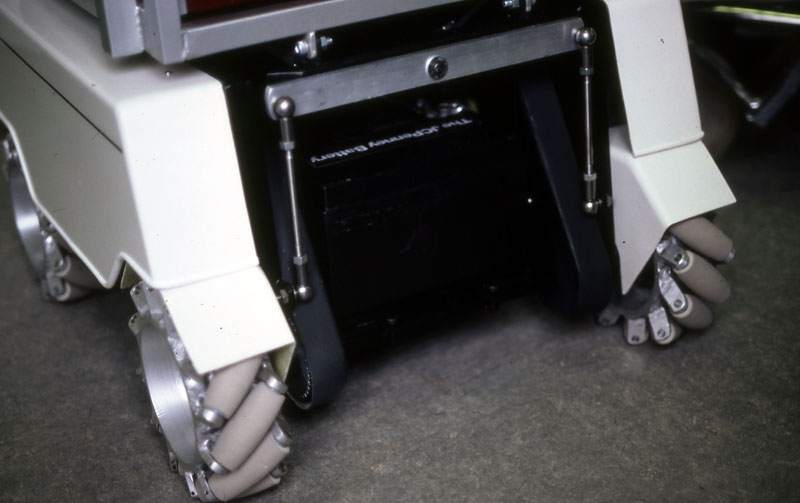
Mecanum-Räder an einem Rollstuhl

## Beruflicher Werdegang
Neben dem Mecanum-Rad, dessen Patent er später an die US Navy verkaufte, meldete er auch andere Erfindungen an.
Nach seinem Wehrdienst und der Ausbildung zum Offizier besuchte Bengt Ilon von 1948 bis 1949 die Försterschule in Skinnskatteberg. Es folgten Anstellungen beim schwedischen Waldbesitzerverband und bei der Johnson Group. Ab 1972 lebte er in der Schweiz, um sich der Entwicklung von Erfindungen zu widmen. Ilon kehrte 1992 nach Schweden zurück und arbeitete weiter an Erfindungen und der Fortführung von Patentanmeldungen in Zusammenarbeit mit der Königliche Technische Hochschule (KTH) in Stockholm.
Insgesamt reichte Bengt Ilon etwa 300 Patente ein, darunter 1978 eine Hebehilfe für Patienten (US4084275 (A)), 1979 eine Gehhilfe mit Rädern (US4261561 (A)) und 1989 eine Schnellverschluss-Schneeketten (US4799522 (A)).